# Le Rosey

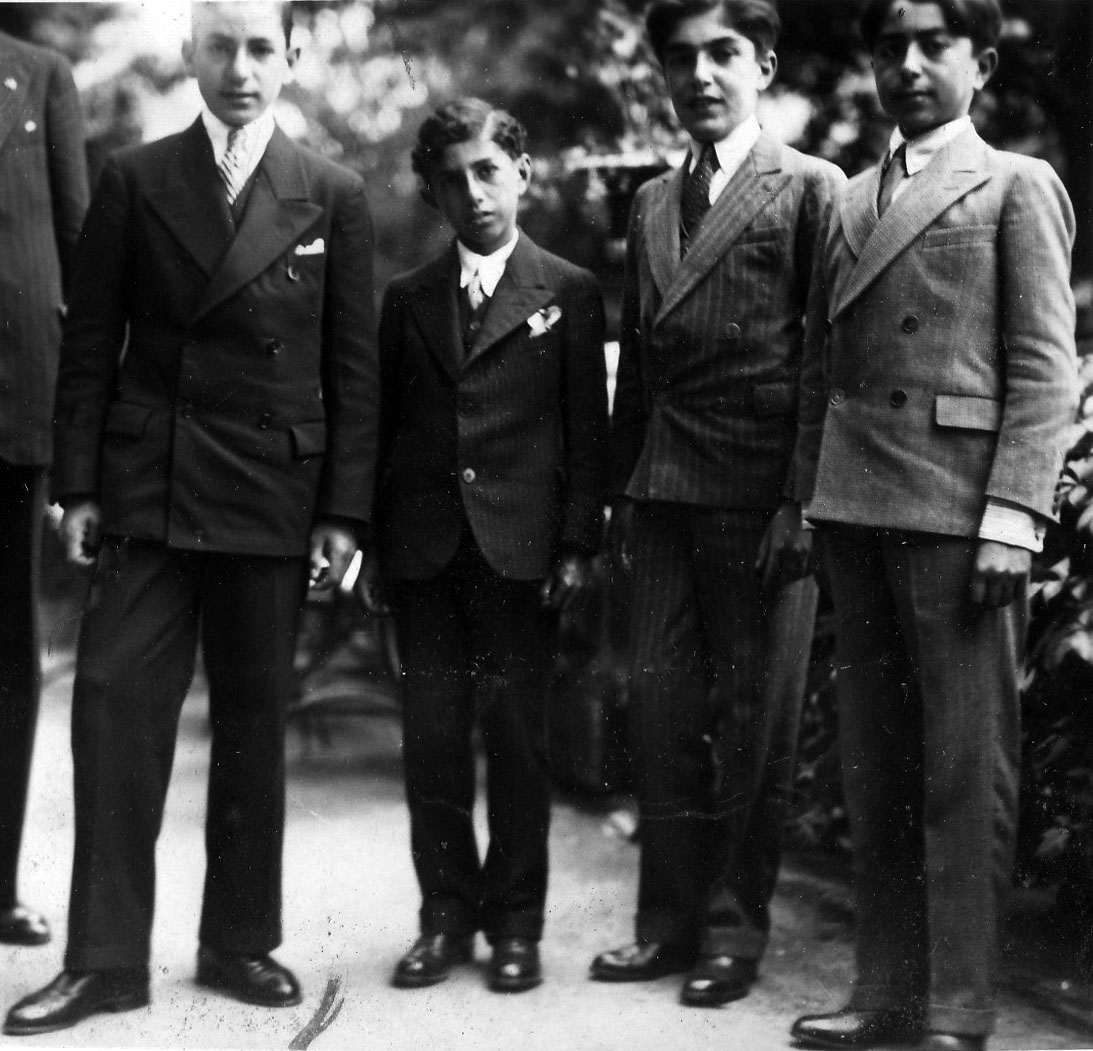
Schüler in den 1930er-Jahren, von links: Mohammad Reza Pahlavi, Ali Reza, Mehrpour Teymourtash und Hussein Fardust

Das Institut Le Rosey, kurz: Le Rosey, ist ein privates Internat mit Sitz in Rolle im Kanton Waadt in der Schweiz. Le Rosey wurde 1880 gegründet und ist eines der ältesten Internate der Schweiz.
Le Rosey wurde 1880 durch Paul-Émile Carnal gegründet. Es gilt heute als teuerstes Internat weltweit; so kostet ein Schuljahr über 150'000 Euro (entspricht mehr als ca. 140'000 Schweizer Franken). Der Hauptsitz der Schule befindet sich in Rolle am Genfersee; seit 1916 wird im Winter in der Dependance in Gstaad im Berner Oberland unterrichtet. Das Internatsgebäude in Rolle wird Château du Rosey genannt, jenes in Gstaad Campus d’hiver (französisch) bzw. Winter Campus (englisch). Der Unterricht in Gstaad findet stets von Januar bis März statt.
Das Motto der Schule lautet Une école pour la vie (französisch) bzw. A School for Life (englisch). Bekannte Absolventen werden Roséens (französisch) bzw. Roseans (englisch) genannt, ehemalige Schüler werden als Anciens Roséens bezeichnet (französisch).

## Organisation
Die circa 420 Schüler aus etwa 60 Nationen absolvieren das International Baccalaureate (IB) oder das (französisch) Baccalauréat (Bac). Der Unterricht ist kulturell zweisprachig auf Englisch und Französisch ausgelegt.
Maximal zehn Prozent der Schüler sollen aus demselben Land stammen dürfen; etwa 55 bis 60 Prozent kommen aus Europa (Stand 2018).
1922 wurde die Alumni-Organisation L’Association Internationale des Anciens Roséens (AIAR) gegründet.
Le Rosey wurde als HC Rosey Gstaad 1921, 1924 und 1925 Schweizer Meister im Eishockey und 1951 sowie 1953 Schweizer Meister im Rudern.

## Bekannte Alumni («Anciens Roséens»)
- Karim al-Husseini (1936–2025), Oberhaupt der Ismailiten
- Dodi al-Fayed (1955–1997), Filmproduzent und Geschäftsmann
- Derek Allhusen (1914–2000), Olympiasieger 1968, Vielseitigkeitsreiten
- Nicolas Berggruen (* 1961), deutsch-amerikanischer Investor
- Juan Carlos Alfonso Víctor María de Borbón y Borbón-Dos Sicilias (* 1938), ehemaliger König von Spanien
- Julian Casablancas (* 1978), Sänger der Band The Strokes
- Benno Elkan (1877–1960), deutscher Bildhauer
- Albert Hammond junior (* 1980), Musiker der Band The Strokes
- Richard Helms (1913–2002), Direktor der CIA und US-Botschafter im Iran
- Rainier Louis Henri Maxence Bertrand Grimaldi (1923–2005), Fürst von Monaco
- Walid Juffali (1955–2016), saudi-arabischer Unternehmer
- Michael Kadoorie (* 1941), chinesischer Unternehmer
- Alexander Karađorđević (* 1945), Thronprätendent Serbiens
- Sean Lennon (* 1975), US-amerikanischer Musiker (Sohn von John Lennon und Yoko Ono)
- Mohammad Reza Pahlavi (1919–1980), Schah von Persien
- Rolf Sachs (* 1955), Schweizer Designer und Bühnenbildner
- Marie-Chantal Miller (* 1968), Prinzessin von Dänemark, Ehefrau des ehemaligen griechischen Thronfolgers
- Álvaro Noboa (* 1950), ecuadorianischer Bananenunternehmer und Politiker
- Firuz Mirza Nosrat-ed-Dowleh III (1889–1937), iranischer Politiker
- Paul Alfons von Metternich-Winneburg (1917–1992), unter anderem langjähriger Präsident des AvD
- Albert Felix Humbert Theodor Christian Eugen Maria von Sachsen-Coburg (* 1934), 1993–2013 König der Belgier
- Edward George Nicholas Paul Patrick Windsor (* 1935), Mitglied der britischen Königsfamilie